# Championnat de Poitou-Charentes de cross-country
Le Championnat de Poitou-Charentes de cross-country est la compétition annuelle de cross-country désignant le champion de Poitou-Charentes de la discipline. Il est qualificatif pour les Interrégionaux Centre-Ouest de cross-country.

## Palmarès cross long hommes
- 2002 : Christophe Brunerie
- 2004 : Thierry Guibault
- 2005 : Thierry Guibault
- 2006 : Thierry Guibault
- 2007 : Thierry Guibault
- 2008 : Christophe Morvan
- 2009 : Fréderic Penoty
- 2010 : Erik Clavery
- 2011 : Hamid Belhaj
- 2012 : Ahmat Abdou-Daoud
- 2013 : Steve Millasseau
- 2014 : Ahmat Abdou-Daoud
- 2015 : Nicolas Pelletant
- 2016 : Ahmat Abdou-Daoud

## Palmarès cross long femmes
- 2002 : Malika Coutant
- 2004 : Valérie Gouedo
- 2005 : Lucile Richard
- 2006 : Lucile Richard
- 2007 : Valérie Lerat
- 2008 : Lucile Richard
- 2009 : Malika Coutant
- 2010 : Malika Coutant
- 2011 : Malika Coutant
- 2012 : Marjorie Perrinet
- 2013 : Marjorie Perrinet
- 2014 : Marie Delannoy
- 2015 : Aude De la Mettrie
- 2016 : Aude De la Mettrie